# Jean-Julien Rojer
Jean-Julien Rojer (Willemstad, 25 agosto 1981) è un tennista olandese.
Ha ottenuto i suoi migliori risultati in doppio, vincendo 37 tornei del circuito maggiore tra cui il Torneo di Wimbledon 2015 e gli US Open 2017, entrambi in coppia con Horia Tecău, il Roland Garros 2022 con Marcelo Arévalo e le ATP Finals di Londra nel 2015 con Tecău. Ha anche raggiunto la semifinale agli Australian Open nel 2011 e nel 2015 e ha vinto il torneo di doppio misto al Roland Garros nel 2014.
Il best ranking ATP in doppio è stato il 3º posto mondiale nel novembre 2015, mentre in singolare ha vinto solo tornei ITF, non è andato oltre la 218ª posizione e dal 2013 gioca esclusivamente in doppio. Ha fatto parte della squadra antillana olandese di Coppa Davis dal 1998 al 2007 e dal 2012 gioca per la squadra olandese di Coppa Davis.

## Carriera

### 1998-2003, esordio in Coppa Davis con le Antille e primi titoli ITF
Inizia a giocare a tennis a 6 anni, a 13 lascia la nativa Curaçao e si trasferisce a Miami per allenarsi al Crandon Park. Fa la sua prima apparizione tra i professionisti nel 1998 in un torneo di doppio ITF Futures statunitense, quell'anno fa il suo esordio in singolare nella squadra antillana olandese di Coppa Davis e vince tutti e sei gli incontri disputati nell'arco della stagione. Tra il 1999 e il 2001 continua a giocare soprattutto in Davis e disputa raramente tornei professionistici. Al suo secondo torneo ITF, disputato nel settembre 1999, raggiunge la semifinale. Nel luglio del 2000 debutta nel circuito ITF in singolare e a settembre vince il suo primo torneo in doppio al Futures Dominican Republic F1.
Tra il 2000 e il 2002 gioca nei tornei di college statunitensi con la UCLA e per due volte viene inserito tra gli All-America di doppio. Inizia a giocare con continuità nei tornei ITF nel 2002 e in quel periodo vince soprattutto in singolare, tra il 2002 e il 2003 si aggiudica 8 titoli ITF in singolare e due in doppio. Nel 2003 esordisce nel circuito Challenger e si mette in luce in doppio, dopo aver raggiunto le prime due semifinali, verso fine anno disputa le prime finali Challenger a Bukhara e a Città del Messico e le perde entrambe.

### 2004-2007, primi titoli Challenger e 119º nel ranking
Nel 2004 continua a raccogliere successi nel circuito ITF sia in singolare che in doppio, e a maggio alza il suo primo trofeo Challenger in doppio al torneo di Fergana, dove gioca in coppia con Raven Klaasen e sconfiggono in finale Harsh Mankad / Aisam-ul-Haq Qureshi, risultato con cui si porta a ridosso della top 200 del ranking. Nel 2005 disputa diversi tornei Challenger senza vincerne alcuno, in doppio non supera mai le semifinali e in singolare viene sconfitto da Marcos Daniel nella sua unica finale di categoria in carriera. Ad agosto raggiunge il 218º posto mondiale in singolare, che rimarrà il best ranking in carriera nella specialità. Chiude la stagione vincendo tre titoli ITF, due in doppio e l'ultimo della carriera in singolare. Nel 2006 dimostra definitivamente di essere più competitivo in doppio, in singolare non supera mai i quarti di finale mentre in doppio disputa 5 finali Challenger e ne vince tre; ad agosto entra per la prima volta nella top 200 del ranking e chiude la stagione al 142º posto. Nel febbraio 2007 disputa il suo ultimo torneo Futures in carriera, raggiungendo la finale in singolare, e nel corso della stagione inizia inoltre a diradare i suoi impegni in singolare. Ad aprile disputa i suoi ultimi incontri di Coppa Davis per le Antille Olandesi. Quell'anno non vince alcun titolo, consegue inizialmente alcuni discreti risultati e a luglio sale al 119º posto nel ranking, ma chiude la stagione al 218º. A luglio fa il suo esordio nel circuito maggiore nel torneo di doppio a Newport, e in coppia con Tejmuraz Gabašvili vengono eliminati al primo turno.

### 2008, prima finale ATP e top 100
Nel 2008 disputa solo quattro tornei in singolare, in doppio perde le prime tre finali Challenger stagionali e a maggio vince quella di Aarhus. Subito dopo vince il suo primo match in carriera nel circuito maggiore a Casablanca, e in coppia con Guillermo Coria vengono eliminati nei quarti di finale. A luglio vince il Challenger di Cordova con il nuovo compagno di doppio Johan Brunström, assieme al quale raggiunge subito dopo a Båstad la sua prima finale ATP e vengono sconfitti da Jonas Björkman / Robin Söderling con il punteggio di 2-6, 2-6; risultato che vale a Rojer il suo primo ingresso nella top 100. Ottengono altri buoni risultati, tra cui un titolo Challenger, e a novembre sale all'83º posto mondiale.

### 2009, 4 finali ATP e top 50
Inizia la stagione vincendo con Brunström il Challenger ATP Iquique e nel corso del 2009 vinceranno altri tre titoli Challenger. A maggio tornano a disputare una finale ATP a Belgrado e vengono sconfitti da Łukasz Kubot / Oliver Marach. Esordiscono in un torneo del Grande Slam con una vittoria al primo turno del Roland Garros e vengono eliminati al secondo. A giugno perdono al terzo set contro Wesley Moodie / Dick Norman la finale di 's-Hertogenbosch e vengono sconfitti in finale anche nei tornei ATP di Umago in luglio e di Bucarest in settembre. Escono al secondo turno anche a Wimbledon e al turno di esordio agli US Open. A giugno Rojer entra nella top 50 e a novembre sale alla 42ª posizione. I suoi impegni in singolare sono ormai rarissimi.

### 2010, primi due titoli ATP, 32º nel ranking
Anche nella prima parte del 2010 gioca in coppia con Brunström e raggiungono tre semifinali ATP, i quarti di finale al Masters di Indian Wells, il terzo turno agli Australian Open e una finale nei Challenger; a marzo Rojer sale al 32º posto mondiale. Perde diverse posizioni dopo le eliminazioni al primo turno al Roland Garros e a Wimbledon, e la coppia si scioglie. Nel periodo che segue Rojer cambia altri due partner e a luglio gioca il primo torneo con Eric Butorac, raggiungono subito la finale a Los Angeles e vengono sconfitti da Bob e Mike Bryan. A ottobre vincono il loro primo torneo all'ATP 500 di Tokyo battendo in finale 6-3, 6-2 Andreas Seppi / Dmitrij Tursunov. Si ripetono due settimane dopo a Stoccolma con il successo in finale su Brunström / Jarkko Nieminen.

### 2011, tre titoli ATP, semifinale agli Australian Open e top 20
All'inizio del 2011 raggiunge con Butorac le semifinali a Auckland ma soprattutto agli Australian Open, dove battono tra gli altri Łukasz Kubot / Oliver Marach e vengono eliminati dai fratelli Bryan, i numeri 1 del mondo. In questo periodo Rojer entra per la prima volta nella top 30, e continua a migliorarsi con la finale raggiunta a Memphis, due semifinali ATP e i due titoli consecutivi vinti all'Estoril e a Nizza, a giugno entra nella top 20 e ad agosto sale al 17º posto. A ottobre vincono il loro terzo titolo stagionale a Kuala Lumpur e verso fine anno perdono contro i Bryan la finale all'ATP 500 di Valencia. Sfiorano la partecipazione alle ATP Finals di Londra, alle quali si recano come alternate.

### 2012, due titoli ATP, semifinali in due Slam, 13º nel ranking e prima volta alle ATP Finals
Si presenta al via della nuova stagione con Aisam-ul-Haq Qureshi come nuovo partner, faticano a ingranare e Rojer scende in aprile al 38º posto. A febbraio fa il suo esordio con una vittoria nella squadra olandese di Coppa Davis. Il primo titolo stagionale arriva in maggio all'Estoril, a cui fa seguito una serie di buoni risultati su cui spicca la sua prima semifinale al Roland Garros, dove ancora una volta deve cedere il passo ai fratelli Bryan. Subito dopo vince con Qureshi il torneo di Halle, mentre escono al terzo turno a Wimbledon, sconfitti per 7-5 al quinto set da Jonathan Marray / Frederik Nielsen che vinceranno il torneo. Anche agli US Open Rojer raggiunge per la prima volta la semifinale, sempre con Qureshi, e vengono di nuovo sconfitti dai Bryan. A fine anno disputa la sua prima finale in un Masters 1000 a Parigi, e questa volta vengono sconfitti da Rohan Bopanna / Mahesh Bhupathi. Chiude la stagione con il nuovo best ranking in 13ª posizione e alla 7ª nella classifica a coppie, accedendo così per la prima volta alle ATP Finals, dove perde tutti e tre gli incontri disputati.

### 2013, primo titolo Masters 1000
Anche nel 2013 gioca con Qureshi e il miglior risultato è il trionfo a Miami, primo Masters 1000 vinto in carriera da Rojer, con il successo in finale su Mariusz Fyrstenberg / Marcin Matkowski. Raggiungono i quarti di finale agli US Open, mentre si fermano al terzo turno nelle altre prove del Grande Slam. A Wimbledon raggiunge la semifinale in doppio misto assieme a Vera Duševina. Raggiunge con Qureshi altre tre finali in stagione, e dopo aver perso quelle a Marsiglia e all'Estoril, a fine stagione si aggiudicano il titolo a Stoccolma. Si mantengono sostanzialmente nelle posizioni di classifica dell'anno precedente, per il secondo anno consecutivo prendono parte alle ATP Finals e come l'anno prima perdono tutti e tre gli incontri disputati. A settembre disputa il suo ultimo incontro in singolare in carriera al terzo turno di qualificazione del Malaysian Open.

### 2014, primo titolo Slam in doppio misto e altri 8 titoli ATP
Il nuovo partner per il 2014 è Horia Tecău e, dopo gli insuccessi nei primi tornei, a febbraio vincono il torneo di Zagabria. Si ripetono in aprile aggiudicandosi i titoli a Casablanca e Bucarest. Vince il suo primo titolo Slam nel torneo di doppio misto al Roland Garros in coppia con Anna-Lena Grönefeld, battendo in finale Julia Görges / Nenad Zimonjić per 4-6, 6-2, [10-7]. Nel doppio maschile con Tecău vengono eliminati al terzo turno, e otterranno identico risultato negli Slam di Wimbledon e degli US Open. Nella seconda parte della stagione si laureano campioni anche sull'erba di 's-Hertogenbosch, agli ATP 500 di Washington, Pechino e Valencia e all'ATP 250 di Shenzhen. Come nei tornei del Grande Slam, stentano a ottenere grandi risultati nei tornei Masters 1000, nei quali disputano in stagione una sola semifinale al Paris Masters. A fine anno sono sesti nella classifica a coppie, accedono alle ATP Finals e per il terzo anno di fila Rojer chiude il torneo con tre sconfitte nel round-robin. A marzo scende al 34º posto del ranking e a novembre risale al 14º, chiudendo la stagione con 9 titoli su 10 finali disputate (compreso il titolo in doppio misto al Roland Garros).

### 2015, trionfo a Wimbledon e alle ATP Finals, nº 3 nel ranking
Dopo la finale persa a Sydney, Rojer e Tecău raggiungono la semifinale agli Australian Open e vengono sconfitti da Bolelli / Fognini, che vinceranno il torneo. Vincono il primo titolo stagionale in febbraio a Rotterdam, e con questo successo Rojer porta il best ranking al 10º posto mondiale. Perdono in finale a Nizza e soprattutto la semifinale al Roland Garros (contro Ivan Dodig / Marcelo Melo che si aggiudicheranno il titolo), e a fine torneo Rojer si porta all'8º posto mondiale. Conquista il suo primo titolo in doppio maschile in uno Slam a Wimbledon assieme a Tecău, vincono al quinto set due match molto equilibrati contro Andre Begemann / Julian Knowle al secondo turno e Rohan Bopanna / Florin Mergea in semifinale, e trionfano in finale sconfiggendo Jamie Murray / John Peers con il punteggio di 7-6, 6-4, 6-4. Con questo successo sale al 6º posto del ranking.
Anche agli US Open vengono eliminati dai futuri vincitori del torneo, sconfitti nei quarti di finale in due set da Pierre-Hugues Herbert / Nicolas Mahut. Altri buoni risultati nei tornei successivi consentono alla coppia rumeno-olandese di qualificarsi alle ATP Finals con la testa di serie nº 2. Dopo 9 sconfitte consecutive patite nelle sue prime partecipazioni, vince il primo incontro sconfiggendo Matkowski / Zimonjić. Al secondo incontro hanno la meglio sulle teste di serie nº 3 Dodig / Melo e si classificano primi nel girone con il successo su Herbert / Mahut. In semifinale Rojer batte 6-4, 6-4 i fratelli Bryan, che lo avevano sconfitto negli ultimi 11 incontri. Si aggiudicano il titolo con il successo in finale su Bopanna / Mergea con il punteggio di 6-4, 6-3, concludendo il torneo senza aver perso alcun set e diventano i primi a riuscire in questa impresa nella storia delle ATP Finals. Con questo trionfo, Rojer sale al 3º posto nel ranking mondiale e con Tecău al 1º posto nella classifica a coppie.

### 2016, un titolo Masters 1000 e discesa nel ranking
Disputa la sua terza annata in coppia con Tecău e a gennaio raggiungono i quarti di finale agli Australian Open. Tornano al successo in maggio al Madrid Open, non perdono alcun set in tutto il torneo, in semifinale hanno la meglio su Herbert / Mahut e in finale battono 6-4, 7-6 Bopanna / Mergea; sarà il loro unico titolo del 2016. Dopo le premature eliminazioni  all'Open di Francia e al Torneo di Wimbledon - dove da campioni uscenti escono al primo turno - Rojer fa il suo esordio olimpico ai Giochi di Rio e viene eliminato al primo turno in coppia con Robin Haase da Marc López / Rafael Nadal, che vinceranno il titolo battendo proprio Tecău / Mergea. Torna a mettersi in luce raggiungendo la finale a Cincinnati con Tecău, eliminano Murray / Soares nei quarti, i Bryan in semifinale e vengono sconfitti al terzo set da Dodig / Melo. Gli ultimi risultati di rilievo sono il terzo turno agli US Open e la semifinale a Basilea. A luglio esce dalla top 10, a novembre scende alla 27ª posizione e per la prima volta dopo 4 anni non prende parte alle ATP Finals.

### 2017, trionfo agli US Open e rientro nella top 10
Nel 2017 Tecău e Rojer escono al terzo turno agli Australian Open, vincono il primo torneo in marzo all'ATP 500 di Dubai e a maggio si impongono nella finale del 250 di Ginevra. Eliminati al terzo turno anche all'Open di Francia e al primo a Wimbledon, si assicurano il terzo titolo stagionale a Winston-Salem. Vincono il loro secondo Slam in carriera subito dopo agli US Open, eliminano tra gli altri Ivan Dodig / Marcel Granollers e Jamie Murray / Bruno Soares, in semifinale sconfiggono in rimonta le teste di serie nº 1 Henri Kontinen / John Peers e in finale hanno la meglio su Feliciano López / Marc López con il punteggio di 6-4, 6-3. A fine torneo Rojer risale alla 10ª posizione mondiale. A fine stagione si fermano in semifinale nei Masters 1000 di Shanghai e Parigi e perdono in finale a Stoccolma. Con questi risultati Rojer si porta al 7º posto mondiale e ha accesso con Tecău alle ATP Finals, dove perdono tutti e tre gli incontri disputati.

### 2018, due titoli ATP
Dopo due semifinali ATP e l'eliminazione al secondo turno agli Australian Open, a marzo Tecău e Rojer confermano il titolo vinto l'anno prima a Dubai. Eliminati prematuramente nei tornei successivi, Rojer cambia partner alcune volte e raggiunge la finale a Barcellona con Qureshi, assieme al quale viene però eliminato al secondo turno all'Open di Francia e al primo a Wimbledon. Ad agosto torna a giocare con Tecău, si spingono fino in semifinale a Cincinnati e si confermano campioni a Winston-Salem. Le delusioni accumulate con i risultati negativi nei tornei successivi, soprattutto l'uscita al primo turno agli US Open, sono mitigate dalla finale raggiunta al Paris Masters, che non è sufficiente per qualificarsi alle ATP Finals; chiude la stagione in 19ª posizione.

### 2019, 1 titolo Masters 1000 e un ATP 500
Eliminato al primo turno nei primi tre tornei stagionali, a febbraio raggiunge con Tecău la finale a Rotterdam. A maggio tornano a vincere un grande torneo al Masters di Madrid, nel quale sconfiggono al primo turno i fratelli Bryan al termine di un match molto equilibrato e in finale concedono solo 5 giochi a Diego Schwartzman / Dominic Thiem. Anche all'Open di Francia eliminano i Bryan, e nei quarti di finale Schwartzmann si prende la rivincita sconfiggendoli in coppia con Guido Pella. Escono nei quarti anche a Wimbledon, sconfitti 9-11 al quinto set da Juan Sebastián Cabal / Robert Farah che vinceranno il torneo. Perdono quindi la finale a Washington e vengono eliminati al primo turno agli US Open. Si qualificano alle ATP Finals con la semifinale raggiunta a Stoccolma e vincendo l'ATP 500 di Basilea. Al torneo londinese di fine anno si prendono la rivincita sui numeri uno del mondo Cabal / Farah, ma sono eliminati per le sconfitte subite contro Kevin Krawietz / Andreas Mies e Herbert / Mahut. Prende parte alle fasi finali di Coppa Davis e perde entrambi i match disputati.

### 2020-2021, semifinale agli US Open, due finali ATP e nuova discesa in classifica
Nella prima parte della stagione Tecău e Rojer giocano solo 4 tornei senza mai superare il secondo turno. Dopo la lunga sosta del tennis mondiale dovuta alla pandemia di COVID-19 raggiungono i quarti a Cincinnati e la semifinale agli US Open, dove vengono sconfitti da Mate Pavić / Bruno Soares dopo aver eliminato le teste di serie nº 1 Cabal / Farah. Con le eliminazioni in semifinale ad Amburgo e al terzo turno all'Open di Francia ha fine il sodalizio con Tecău, assieme al quale ha vinto 20 titoli ATP tra cui due prove del Grande Slam e le ATP Finals 2015. Nei successivi 12 tornei cambia diversi partner e vince in totale due soli match. Torna a vincere due incontri di fila agli Internazionali d'Italia 2021 con Wesley Koolhof ed escono nei quarti. Tra i deludenti risultati che seguono vi sono le eliminazioni al terzo turno all'Open di Francia e agli US Open, al primo turno a Wimbledon e al secondo ai Giochi di Tokyo. A fine stagione perde le finali ad Anversa con Koolhof e a Stoccolma con Qureshi. A novembre 2021 scende alla 45ª posizione mondiale, la peggiore dall'ottobre 2010.

### 2022, trionfo al Roland Garros, altri tre titoli ATP e ritorno nella top 5
Inizia il 2022 arrivando in semifinale all'ATP 250 di Melbourne con il nuovo compagno di doppio Marcelo Arévalo. A febbraio vincono due titoli ATP consecutivi a Dallas e Delray Beach e perdono la finale ad Acapulco. Iniziano la stagione su terra battuta raggiungendo le semifinali a Monte Carlo e a Barcellona. A maggio Rojer conquista con Arévalo il suo terzo titolo del Grande Slam al Roland Garros; perdono il primo set del torneo al terzo turno, quando eliminano le teste di serie nº 7 Tim Pütz / Michael Venus. In semifinale sconfiggono per 10-8 nel tie-break del set decisivo Rohan Bopanna / Matwé Middelkoop e in finale hanno la meglio in rimonta su Ivan Dodig / Austin Krajicek con il punteggio di 6-7, 7-6, 6-3, dopo oltre tre ore di gioco e dopo aver salvato tre match-ball nel secondo set. A 40 anni, Rojer diventa il più vecchio vincitore di un torneo di doppio del Grande Slam nell'era Open. Il successo lo riporta all'11ª posizione mondiale.
Raggiungono la semifinale ai tornei sull'erba di Halle e Maiorca, e dopo l'eliminazione al primo turno a Wimbledon Rojer sale alla 10ª posizione mondiale, tornando nella top 10 dopo quasi 4 anni. Con i quarti di finale raggiunti nei Masters di Montréal e Cincinnati si riporta al 5º posto mondiale. Si spingono fino alla semifinale agli US Open e vengono sconfitti da Wesley Koolhof / Neal Skupski. Tornano in campo a ottobre e si aggiudicano il titolo a Stoccolma battendo in finale Lloyd Glasspool / Harri Heliövaara. Vengono eliminati nel round-robin delle ATP Finals.

### 2023, vittoria a Toronto e altri due titoli ATP
A inizio stagione Arevalo e Rojer vincono il titolo all'Adelaide 2. Escono nei quarti agli Australian Open e a febbraio si impongono nel torneo di Delray Beach. Eliminati nelle fasi iniziali dei tornei successivi, a maggio disputano la semifinale al Masters di Madrid e vengono sconfitti da Chačanov / Rublëv che vinceranno il torneo. Con l'eliminazione nei quarti al Roland Garros, perdono la maggior parte dei punti guadagnati con il trionfo dell'anno precedente ed entrambi escono dalla top 10. Con le sconfitte al secondo turno a Wimbledon e al primo a Washington escono anche dalla top 20. Si riscattano con il trionfo al Masters 1000 di Toronto, dove in finale concedono solo 4 giochi ai numeri 5 e 6 del mondo Rajeev Ram / Joe Salisbury e risalgono accoppiati al 7º posto mondiale. Escono nuovamente dalla top 10 dopo la sconfitta al terzo turno agli US Open. Nel finale di stagione raggiungono i quarti allo Shanghai Masters e le semifinali ai Japan Open Tennis Championships e al Vienna Open.

### 2024, un titolo ATP e discesa nel ranking
All'inizio del 2024 termina il sodalizio con Arévalo, ha inizio quello con Lloyd Glasspool e all'esordio stagionale vincono il titolo al Brisbane International superando in finale Kevin Krawietz / Tim Pütz. Escono al terzo turno agli Australian Open e nei quarti di finale ai Masters di Indian Wells e Miami. A maggio perdono la finale al Geneva Open e Rojer esce dalla top 20. Eliminati al primo turno al Roland Garros e al terzo a Wimbledon, a luglio si separa da Glasspool. Affronta i successivi impegni con altri partner e non consegue risultati di rilievo. Assieme a Robin Haase esce al secondo turno ai Giochi di Parigi e viene eliminato al secondo turno anche agli US Open in coppia con Austin Krajicek. Torna a mettersi in luce raggiungendo con Adam Pavlásek la semifinale allo Shanghai Masters. Chiude la stagione in 46ª posizione.

### 2025, un titolo Challenger 125
Perde con Pavlásek quattro dei primi cinque match giocati nel 2025, gioca poi tre tornei con Francisco Cabral ed escono sempre nei quarti di finale. Rimane inattivo dopo l'eliminazione al secondo turno del Chile Open. Rientra dopo tre mesi e perde al primo turno del Roland Garros. Scende al 77º posto mondiale e inizia a giocare anche nei Challenger. Dopo aver raggiunto due semifinali ed essere sceso al 93º posto ATP, ad agosto vince il Challenger 125 del Cancún Country Open in coppia con Santiago González; è il primo titolo dopo quello ATP di Brisbane nel gennaio 2024, mentre l'ultimo Challenger vinto risaliva a 16 anni prima.

## Statistiche

### Doppio

#### Vittorie (37)
| Legenda doppio       |
| Grande Slam (3)      |
| ATP Finals (1)       |
| ATP Masters 1000 (4) |
| ATP Tour 500 (8)     |
| ATP Tour 250 (21)    |

| N.  | Data              | Torneo                                | Superficie     | Compagno             | Avversari in finale                       | Punteggio            |
| 1.  | 4 ottobre 2010    | Japan Open Championships, Tokyo       | Cemento        | Eric Butorac         | Andreas Seppi Dmitrij Tursunov            | 6-3, 6-2             |
| 2.  | 18 ottobre 2010   | Stockholm Open, Stoccolma (1)         | Cemento (i)    | Eric Butorac         | Johan Brunström Jarkko Nieminen           | 6-3, 6-4             |
| 3.  | 25 aprile 2011    | Estoril Open, Estoril (1)             | Terra rossa    | Eric Butorac         | Marc López David Marrero                  | 6-3, 6-4             |
| 4.  | 15 maggio 2011    | Open de Nice Côte d'Azur, Nizza       | Terra rossa    | Eric Butorac         | Santiago González David Marrero           | 6-3, 6-4             |
| 5.  | 2 ottobre 2011    | Malaysian Open, Kuala Lumpur          | Cemento (i)    | Eric Butorac         | František Čermák Filip Polášek            | 6-1, 6-3             |
| 6.  | 6 maggio 2012     | Estoril Open, Estoril (2)             | Terra rossa    | Aisam-ul-Haq Qureshi | Julian Knowle David Marrero               | 7-5, 7-5             |
| 7.  | 17 giugno 2012    | Halle Open, Halle                     | Erba           | Aisam-ul-Haq Qureshi | Treat Huey Scott Lipsky                   | 6-3, 6-4             |
| 8.  | 30 marzo 2013     | Miami Open, Miami                     | Cemento        | Aisam-ul-Haq Qureshi | Mariusz Fyrstenberg Marcin Matkowski      | 6-4, 6-1             |
| 9.  | 20 ottobre 2013   | Stockholm Open, Stoccolma (2)         | Cemento (i)    | Aisam-ul-Haq Qureshi | Jonas Björkman Robert Lindstedt           | 6-2, 6-2             |
| 10. | 9 febbraio 2014   | Zagreb Indoors, Zagabria              | Cemento (i)    | Horia Tecău          | Philipp Marx Michal Mertiňák              | 3-6, 6-4, [10-2]     |
| 11. | 12 aprile 2014    | Grand Prix Hassan II, Casablanca      | Terra rossa    | Horia Tecău          | Tomasz Bednarek Lukáš Dlouhý              | 6-2, 6-2             |
| 12. | 27 aprile 2014    | Romanian Open, Bucarest               | Terra rossa    | Horia Tecău          | Mariusz Fyrstenberg Marcin Matkowski      | 6-4, 6-4             |
| 13. | 21 giugno 2014    | Rosmalen Open, 's-Hertogenbosch       | Erba           | Horia Tecău          | Santiago González Scott Lipsky            | 6-3, 7-6(3)          |
| 14. | 3 agosto 2014     | Washington Open, Washington           | Cemento        | Horia Tecău          | Samuel Groth Leander Paes                 | 7-5, 6-4             |
| 15. | 28 settembre 2014 | Shenzhen Open, Shenzhen               | Cemento (i)    | Horia Tecău          | Samuel Groth Chris Guccione               | 6-4, 7-6(4)          |
| 16. | 5 ottobre 2014    | China Open, Pechino                   | Cemento        | Horia Tecău          | Julien Benneteau Vasek Pospisil           | 6(6)-7, 7-5, [10-5]  |
| 17. | 26 ottobre 2014   | Valencia Open 500, Valencia           | Cemento (i)    | Horia Tecău          | Kevin Anderson Jérémy Chardy              | 6-4, 6-2             |
| 18. | 15 febbraio 2015  | Rotterdam Open, Rotterdam             | Cemento (i)    | Horia Tecău          | Jamie Murray John Peers                   | 3-6, 6-3, [10-8]     |
| 19. | 11 luglio 2015    | Torneo di Wimbledon, Londra           | Erba           | Horia Tecău          | Jamie Murray John Peers                   | 7-6(5), 6-4, 6-4     |
| 20. | 22 novembre 2015  | ATP World Tour Finals, Londra         | Cemento (i)    | Horia Tecău          | Rohan Bopanna Florin Mergea               | 6-4, 6-3             |
| 21. | 8 maggio 2016     | Madrid Open, Madrid (1)               | Terra rossa    | Horia Tecău          | Rohan Bopanna Florin Mergea               | 6-4, 7-6(5)          |
| 22. | 4 marzo 2017      | Dubai Tennis Championships, Dubai (1) | Cemento        | Horia Tecău          | Rohan Bopanna Marcin Matkowski            | 4-6, 6-3, [10-3]     |
| 23. | 27 maggio 2017    | Geneva Open, Ginevra                  | Terra rossa    | Horia Tecău          | Juan Sebastián Cabal Robert Farah         | 2-6, 7-6(9), [10-6]  |
| 24. | 25 agosto 2017    | Winston-Salem Open, Winston-Salem (1) | Cemento        | Horia Tecău          | Julio Peralta Horacio Zeballos            | 6-3, 6-4             |
| 25. | 9 settembre 2017  | US Open, New York                     | Cemento        | Horia Tecău          | Feliciano López Marc López                | 6-4, 6-3             |
| 26. | 3 marzo 2018      | Dubai Tennis Championships, Dubai (2) | Cemento        | Horia Tecău          | James Cerretani Leander Paes              | 6-2, 7-6(2)          |
| 27. | 24 agosto 2018    | Winston-Salem Open, Winston-Salem (2) | Cemento        | Horia Tecău          | James Cerretani Leander Paes              | 6-4, 6-2             |
| 28. | 12 maggio 2019    | Madrid Open, Madrid (2)               | Terra rossa    | Horia Tecău          | Diego Schwartzman Dominic Thiem           | 6-2, 6-3             |
| 29. | 27 ottobre 2019   | Swiss Indoors, Basilea                | Cemento indoor | Horia Tecău          | Taylor Fritz Reilly Opelka                | 7-5, 6-3             |
| 30. | 13 febbraio 2022  | Dallas Open, Dallas                   | Cemento        | Marcelo Arévalo      | Lloyd Glasspool Harri Heliövaara          | 7-6(4), 6-4          |
| 31. | 20 febbraio 2022  | Delray Beach Open, Delray Beach       | Cemento        | Marcelo Arévalo      | Oleksandr Nedovjesov Aisam-ul-Haq Qureshi | 6-2, 6(5)-7, [10-4]  |
| 32. | 4 giugno 2022     | Open di Francia, Parigi               | Terra rossa    | Marcelo Arévalo      | Ivan Dodig Austin Krajicek                | 6(4)-7, 7-6(5), 6-3  |
| 33. | 23 ottobre 2022   | Stockholm Open, Stoccolma             | Cemento (i)    | Marcelo Arévalo      | Lloyd Glasspool Harri Heliövaara          | 6-3, 6-3             |
| 34. | 14 gennaio 2023   | Adelaide International 2, Adelaide    | Cemento        | Marcelo Arévalo      | Ivan Dodig Austin Krajicek                | Walkover             |
| 35. | 19 febbraio 2023  | Delray Beach Open, Delray Beach       | Cemento        | Marcelo Arévalo      | Rinky Hijikata Reese Stalder              | 6-3, 6-4             |
| 36. | 13 agosto 2023    | Canadian Open, Toronto                | Cemento        | Marcelo Arévalo      | Rajeev Ram Joe Salisbury                  | 6-3, 6-1             |
| 37. | 6 gennaio 2024    | Brisbane International, Brisbane      | Cemento        | Lloyd Glasspool      | Kevin Krawietz Tim Pütz                   | 7-6(3), 5-7, [12-10] |

#### Finali perse (24)
| Legenda doppio       |
| Grande Slam (0)      |
| ATP Finals (0)       |
| ATP Masters 1000 (3) |
| ATP Tour 500 (7)     |
| ATP Tour 250 (14)    |

| N.  | Data              | Torneo                          | Superficie     | Compagno             | Avversari in finale                | Punteggio              |
| 1.  | 7 luglio 2008     | Swedish Open, Båstad            | Terra rossa    | Johan Brunström      | Jonas Björkman Robin Söderling     | 2-6, 2-6               |
| 2.  | 3 maggio 2009     | Serbia Open, Belgrado           | Terra rossa    | Johan Brunström      | Łukasz Kubot Oliver Marach         | 2-6, 6(3)-7            |
| 3.  | 14 giugno 2009    | Rosmalen Open, 's-Hertogenbosch | Erba           | Johan Brunström      | Wesley Moodie Dick Norman          | 6(3)-7, 7-6(8), [5-10] |
| 4.  | 27 luglio 2009    | Croatia Open Umag, Umago        | Terra rossa    | Johan Brunström      | František Čermák Michal Mertiňák   | 4-6, 4-6               |
| 5.  | 21 settembre 2009 | Romanian Open, Bucarest         | Terra rossa    | Johan Brunström      | František Čermák Michal Mertiňák   | 2-6, 4-6               |
| 6.  | 26 luglio 2010    | Los Angeles Open, Los Angeles   | Cemento        | Eric Butorac         | Bob Bryan Mike Bryan               | 7-6(6), 2-6, [7-10]    |
| 7.  | 14 febbraio 2011  | Memphis Open, Memphis           | Cemento        | Eric Butorac         | Maks Mirny Daniel Nestor           | 2-6, 7-6(6), [3-10]    |
| 8.  | 6 novembre 2011   | Valencia Open 500, Valencia     | Cemento indoor | Eric Butorac         | Bob Bryan Mike Bryan               | 4-6, 6(9)-7            |
| 9.  | 4 novembre 2012   | Paris Masters, Parigi (1)       | Cemento indoor | Aisam-ul-Haq Qureshi | Rohan Bopanna Mahesh Bhupathi      | 6(6)-7, 3-6            |
| 10. | 24 febbraio 2013  | Open 13, Marsiglia              | Cemento        | Aisam-ul-Haq Qureshi | Rohan Bopanna Colin Fleming        | 4-6, 6(3)-7            |
| 11. | 5 maggio 2013     | Estoril Open, Estoril           | Terra rossa    | Aisam-ul-Haq Qureshi | Santiago González Scott Lipsky     | 3-6, 6-4, [7-10]       |
| 12. | 16 febbraio 2014  | Rotterdam Open, Rotterdam (1)   | Cemento indoor | Horia Tecău          | Michaël Llodra Nicolas Mahut       | 2-6, 6(4)-7            |
| 13. | 18 gennaio 2015   | Sydney International, Sydney    | Cemento        | Horia Tecău          | Daniel Nestor Rohan Bopanna        | 4-6, 6(5)-7            |
| 14. | 23 maggio 2015    | Open de Nice Côte d'Azur, Nizza | Terra rossa    | Horia Tecău          | Mate Pavić Michael Venus           | 6(4)-7, 6-2, [7-10]    |
| 15. | 21 agosto 2016    | Cincinnati Masters, Cincinnati  | Cemento        | Horia Tecău          | Ivan Dodig Marcelo Melo            | 6(5)-7, 7-6(5), [6-10] |
| 16. | 22 ottobre 2017   | Stockholm Open, Stoccolma       | Cemento (i)    | Aisam-ul-Haq Qureshi | Oliver Marach Mate Pavić           | 6-3, 6(6)-7, [4-10]    |
| 17. | 29 aprile 2018    | Barcelona Open, Barcellona      | Terra rossa    | Aisam-ul-Haq Qureshi | Feliciano López Marc López         | 6(5)-7, 4-6            |
| 18. | 4 novembre 2018   | Paris Masters, Parigi (2)       | Cemento indoor | Horia Tecău          | Marcel Granollers Rajeev Ram       | 4-6, 4-6               |
| 19. | 17 febbraio 2019  | Rotterdam Open, Rotterdam (2)   | Cemento (i)    | Horia Tecău          | Jérémy Chardy Henri Kontinen       | 6(5)-7, 6(4)-7         |
| 20. | 4 agosto 2019     | Washington Open, Washington     | Cemento        | Horia Tecău          | Raven Klaasen Michael Venus        | 6-3, 3-6, [2-10]       |
| 21. | 24 ottobre 2021   | European Open, Anversa          | Cemento (i)    | Wesley Koolhof       | Fabrice Martin Nicolas Mahut       | 0-6, 1-6               |
| 22. | 13 novembre 2021  | Stockholm Open, Stoccolma (2)   | Cemento (i)    | Aisam-ul-Haq Qureshi | Andrés Molteni Santiago González   | 2-6, 2-6               |
| 23. | 26 febbraio 2022  | Abierto Mexicano, Acapulco      | Cemento        | Marcelo Arévalo      | Feliciano López Stefanos Tsitsipas | 5-7, 4-6               |
| 24. | 25 maggio 2024    | Geneva Open, Ginevra            | Terra rossa    | Lloyd Glasspool      | Marcelo Arévalo Mate Pavić         | 6(2)-7, 5-7            |

### Doppio misto

#### Vittorie (1)
| Tornei del Grande Slam  |
| ----------------------- |
| Australian Open (0)     |
| Open di Francia (1)     |
| Torneo di Wimbledon (0) |
| US Open (0)             |

| N. | Data          | Torneo                  | Superficie  | Partner             | Avversari in finale         | Punteggio        |
| 1. | 5 giugno 2014 | Open di Francia, Parigi | Terra rossa | Anna-Lena Grönefeld | Julia Görges Nenad Zimonjić | 4-6, 6-2, [10-7] |

### Tornei minori

#### Singolare

##### Vittorie (14)
| Legenda        |
| Challenger (0) |
| Futures (14)   |

| N.  | Data              | Torneo                           | Superficie  | Avversari in finale      | Punteggio     |
| 1.  | 9 settembre 2002  | Jamaica F13, Montego Bay         | Cemento     | Brandon Wagner           | 6-3, 7-5      |
| 2.  | 4 novembre 2002   | Jamaica F19, Trelawny            | Cemento     | Lamine Ouahab            | 6-4, 6-1      |
| 3.  | 11 novembre 2002  | Barbados F1, Bridgetown          | Cemento     | Javier Taborga           | 6-2, 6-1      |
| 4.  | 18 novembre 2002  | Netherlands Antilles F1, Curaçao | Cemento     | Alan Mackin              | 6-4, 4-6, 6-2 |
| 5.  | 25 novembre 2002  | Aruba F1, Oranjestad             | Cemento     | Michał Przysiężny        | 6-2, 6-2      |
| 6.  | 16 dicembre 2002  | Jamaica F22, Trelawny            | Cemento     | Dustin Brown             | 6-4, 6-3      |
| 7.  | 27 gennaio 2003   | Jamaica F2, Montego Bay          | Cemento     | Francisco Costa          | 4-6, 6-4, 6-3 |
| 8.  | 28 aprile 2003    | Mexico F3, Guadalajara           | Terra rossa | Ignacio González-King    | 0-6, 6-4, 6-4 |
| 9.  | 6 settembre 2004  | Ecuador F2, Guayaquil            | Cemento     | Pablo González           | 6-4, 6-1      |
| 10. | 27 settembre 2004 | Venezuela F1, Caracas            | Cemento     | Jhonnatan Medina-Álvarez | 6-0, 6-3      |
| 11. | 4 ottobre 2004    | Venezuela F2, Caracas            | Cemento     | José de Armas            | 6-1, 6-3      |
| 12. | 11 ottobre 2004   | Venezuela F3, Caracas            | Cemento     | José de Armas            | 6-4, 6-2      |
| 13. | 18 ottobre 2004   | Cuba F1, L'Avana                 | Cemento     | Ricardo Chile-Fonte      | 6-0, 6-2      |
| 14. | 24 gennaio 2005   | Costa Rica F1, San Jose          | Cemento     | Miguel Gallardo-Valles   | 6-2, 6-1      |

#### Doppio

##### Vittorie (21)
| Legenda         |
| Challenger (12) |
| Futures (9)     |

| N.  | Data              | Torneo                                | Superficie  | Compagno                | Avversari in finale                        | Punteggio           |
| 1.  | 28 agosto 2000    | Dominican Republic F1, Santo Domingo  | Terra rossa | Luis-Fernando Manrique  | Justin Layne Mirko Pehar                   | 6-4, 4-6, 7-5       |
| 2.  | 11 novembre 2002  | Barbados F1, Bridgetown               | Cemento     | Ryan Russell            | Mirko Pehar Javier Taborga                 | 6-4, 4-6, 6-1       |
| 3.  | 16 dicembre 2002  | Jamaica F22, Trelawny                 | Cemento     | Ryan Russell            | Bjorn Munroe Matthew Rutherford            | 6-2, 6-2            |
| 4.  | 17 maggio 2004    | Fergana Challenger, Fergana           | Cemento     | Raven Klaasen           | Harsh Mankad Aisam-ul-Haq Qureshi          | 6-3, 6-1            |
| 5.  | 30 agosto 2004    | Ecuador F1, Guayaquil                 | Terra rossa | Levar Harper-Griffith   | Matthew Hanlin Matt Klinger                | w/o                 |
| 6.  | 6 settembre 2004  | Ecuador F2, Guayaquil                 | Cemento     | Levar Harper-Griffith   | Sebastián Decoud Pablo Gonzalez            | 2-6, 7-5, 6-3       |
| 7.  | 27 settembre 2004 | Venezuela F1, Caracas                 | Cemento     | Marcio Torres           | Alvaro Loyola-Ruiz Felipe Parada           | 6-2, 6(6)-7, 6-4    |
| 8.  | 18 ottobre 2004   | Cuba F1, L'Avana                      | Cemento     | Marcio Torres           | Ricardo Chile-Fonte Sandor Martinez-Breijo | 7-6(2), 6-4         |
| 9.  | 17 gennaio 2005   | Guatemala F1, Città del Guatemala     | Cemento     | Marcio Torres           | Thiago Alves Bruno Soares                  | 4-6, 6-3, 6-4       |
| 10. | 6 giugno 2005     | Spain F11, Tenerife                   | Cemento     | Tres Davis              | Germán Puentes Daniel Vallverdu            | 6-2, 6-4            |
| 11. | 26 giugno 2006    | Mamaia Challenger, Costanza           | Terra rossa | Konstantinos Economidis | Florin Mergea Horia Tecău                  | 7-6(1), 6-1         |
| 12. | 14 agosto 2006    | Trofeo Manta Open, Manta              | Cemento     | Eric Nunez              | Nicholas Monroe Horia Tecău                | 6-3, 6-2            |
| 13. | 20 novembre 2006  | Abierto de Puebla, Puebla             | Cemento     | Daniel Garza            | Bruno Echagaray Horia Tecău                | 6(6)-7, 6-3, [10-7] |
| 14. | 12 maggio 2008    | Aarhus Challenger, Aarhus             | Terra rossa | Dawid Olejniczak        | Frederik Nielsen Martin Pedersen           | 7-6(4), 2-6, [10-8] |
| 15. | 1º luglio 2008    | Open Diputación, Cordova              | Cemento     | Johan Brunström         | James Cerretani Dick Norman                | 6-4, 6-3            |
| 16. | 21 luglio 2008    | Poznań Open, Poznań                   | Terra rossa | Johan Brunström         | Santiago Giraldo Alberto Martín            | 4-6, 6-0, [10-6]    |
| 17. | 19 gennaio 2009   | Challenger ATP Iquique, Iquique       | Terra rossa | Johan Brunström         | Pablo Cuevas Horacio Zeballos              | 6-3, 6-4            |
| 18. | 1º giugno 2009    | Czech Open, Prostějov                 | Terra rossa | Johan Brunström         | Pablo Cuevas Dominik Hrbatý                | 6-2, 6-3            |
| 19. | 8 giugno 2009     | Challenger Lugano (1999-2010), Lugano | Terra rossa | Johan Brunström         | Pablo Cuevas Sergio Roitman                | w/o                 |
| 20. | 30 giugno 2009    | Braunschweig Open, Braunschweig       | Terra rossa | Johan Brunström         | Brian Dabul Nicolás Massú                  | 7-6(2), 6-4         |
| 21. | 17 agosto 2025    | Cancún Country Open, Cancún           | Cemento     | Santiago González       | Manuel Guinard Rafael Matos                | 7-6(2), 7-5         |

## Risultati in progressione
| Sigla | Risultato               |
| ----- | ----------------------- |
| V     | Vincitore               |
| F     | Finalista               |
| SF    | Semifinalista           |
| O     | Oro olimpico            |
| A     | Argento olimpico        |
| SF    | Bronzo olimpico         |
| QF    | Quarti di Finale        |
| 4T    | Quarto turno            |
| 3T    | Terzo turno             |
| 2T    | Secondo turno           |
| 1T    | Primo turno             |
| RR    | Round Robin             |
| LQ    | Turno di qualificazione |
| A     | Assente                 |
| ND    | Non disputato           |

| Legenda superfici    |
| -------------------- |
| Cemento              |
| Terra battuta        |
| Erba                 |
| Superficie variabile |

### Doppio
Aggiornati a Wimbledon 2025.
| Tornei Grande Slam  |     |     |               |               |               |      |               |               |               |     |               |               |               |               |     |      |     |     |     |        |
| Australian Open     | A   | A   | A             | 3T            | SF            | 3T   | 3T            | 2T            | SF            | QF  | 3T            | 2T            | 1T            | 2T            | A   | 1T   | QF  | 3T  | 2T  | 28-15  |
| Open di Francia     | A   | A   | 2T            | 1T            | 1T            | SF   | 3T            | 3T            | SF            | 2T  | 3T            | 1T            | QF            | 3T            | 3T  | V    | QF  | 1T  | 1T  | 32-16  |
| Wimbledon           | Q1  | A   | 2T            | 1T            | 2T            | 3T   | 3T            | 3T            | V             | 1T  | 1T            | 2T            | QF            | ND            | 1T  | 1T   | 2T  | 3T  | 1T  | 21-15  |
| US Open             | A   | A   | 1T            | 1T            | 2T            | SF   | QF            | 3T            | QF            | 3T  | V             | 2T            | 1T            | SF            | 3T  | SF   | 3T  | 2T  |     | 32-15  |
| Vittorie-Sconfitte  | 0-0 | 0-0 | 2-3           | 2-4           | 6-4           | 11-4 | 9-4           | 7-4           | 16-3          | 6-4 | 10-3          | 3-4           | 6-4           | 6-3           | 4-3 | 10-3 | 9-4 | 5-4 | 1-3 | 113-61 |
| Torneo di Fine Anno |     |     |               |               |               |      |               |               |               |     |               |               |               |               |     |      |     |     |     |        |
| ATP Finals          | A   | A   | A             | A             | A             | RR   | RR            | RR            | V             | A   | RR            | A             | RR            | A             | A   | RR   | A   | A   |     | 7-16   |
| Vittorie-Sconfitte  | 0-0 | 0-0 | 0-0           | 0-0           | 0-0           | 0-3  | 0-3           | 0-3           | 5-0           | 0-0 | 0-3           | 0-0           | 1-2           | 0-0           | 0-0 | 1-2  | 0-0 | 0-0 |     | 7-16   |
| Giochi Olimpici     |     |     |               |               |               |      |               |               |               |     |               |               |               |               |     |      |     |     |     |        |
| Olimpiadi           | ND  | A   | Non disputati | Non disputati | Non disputati | 1T   | Non disputati | Non disputati | Non disputati | 1T  | Non disputati | Non disputati | Non disputati | Non disputati | 2T  | ND   | ND  | A   | ND  | 1-2    |
| Vittorie-Sconfitte  | ND  | 0-0 | Non disputati | Non disputati | Non disputati | 0-1  | Non disputati | Non disputati | Non disputati | 0-1 | Non disputati | Non disputati | Non disputati | Non disputati | 1-0 | ND   | ND  | 0-0 | ND  | 1-2    |

### Doppio misto
Aggiornato a Wimbledon 2025.
| Torneo-            | 2007          | 2008          | 2009          | 2010          | 2011          | 2012 | 2013          | 2014          | 2015          | 2016 | 2017          | 2018          | 2019          | 2020          | 2021 | 2022          | 2023          | 2024 | V-S   |
| ------------------ | ------------- | ------------- | ------------- | ------------- | ------------- | ---- | ------------- | ------------- | ------------- | ---- | ------------- | ------------- | ------------- | ------------- | ---- | ------------- | ------------- | ---- | ----- |
| Tornei Grande Slam |               |               |               |               |               |      |               |               |               |      |               |               |               |               |      |               |               |      |       |
| Australian Open    | A             | A             | A             | A             | A             | 1T   | 1T            | 1T            | 1T            | 2T   | 2T            | 2T            | 2T            | 2T            | A    | A             | 1T            | 2T   | 6-11  |
| Open di Francia    | A             | A             | A             | A             | 1T            | A    | 2T            | V             | 2T            | 1T   | 2T            | 2T            | 1T            | ND            | A    | 1T            | 1T            | A    | 9-9   |
| Wimbledon          | A             | A             | 2T            | 1T            | 1T            | 1T   | SF            | A             | 2T            | 2T   | 2T            | QF            | 2T            | ND            | QF   | 2T            | 2T            | 1T   | 11-14 |
| US Open            | A             | A             | A             | A             | 2T            | QF   | 2T            | 1T            | A             | 1T   | A             | A             | A             | ND            | A    | A             | QF            | A    | 6-6   |
| Vittorie-Sconfitte | 0-0           | 0-0           | 1-1           | 0-1           | 1-3           | 2-3  | 6-4           | 5-2           | 1-3           | 1-4  | 2-3           | 4-3           | 1-3           | 1-1           | 2-1  | 1-2           | 3-4           | 1-2  | 32-39 |
| Giochi Olimpici    |               |               |               |               |               |      |               |               |               |      |               |               |               |               |      |               |               |      |       |
| Olimpiadi          | Non disputati | Non disputati | Non disputati | Non disputati | Non disputati | A    | Non disputati | Non disputati | Non disputati | 1T   | Non disputati | Non disputati | Non disputati | Non disputati | A    | Non disputati | Non disputati | A    | 0-1   |
| Vittorie-Sconfitte | Non disputati | Non disputati | Non disputati | Non disputati | Non disputati | 0-0  | Non disputati | Non disputati | Non disputati | 0-1  | Non disputati | Non disputati | Non disputati | Non disputati | 0-0  | Non disputati | Non disputati | 0-0  | 0-1   |